# Louise Mandrell
Thelma Louise Mandrell (Corpus Christi (Texas), 13 juli 1954) is een Amerikaanse countryzangeres en muzikante (gitaar, viool, klarinet, drums, saxofoon, accordeon, keyboard, basgitaar). Ze is de jongere zus van Barbara Mandrell en de oudere zus van actrice Irlene Mandrell. Louise had een succesvolle zangcarrière in countrymuziek vanaf de jaren 1970, met een reeks hits in de jaren 1980.

## Biografie
Thelma Louise Mandrell werd geboren op 13 juli 1954 als dochter van Mary Ellen McGill (geboren 1931) en Irby Matthew Mandrell (11 oktober 1924 - 5 maart 2009) in Corpus Christi, Texas. Ze is de tweede van drie dochters. Zus Barbara is vijf en een half jaar ouder; zus Irlene is anderhalf jaar jonger. Haar moeder Mary was huisvrouw en muzikante, afkomstig uit het landelijke Wayne County (Illinois). Haar vader Irby was een veteraan uit de Tweede Wereldoorlog en politieagent uit Texas uit Garland County, Arkansas. Irby Mandrell was ook een ervaren muzikant en ondernemer. Hij gebruikte zijn onberispelijke sociale vaardigheden en kennis van de muziekindustrie om meer dan drie decennia lang de carrières van alle drie zijn dochters te managen.
Hoewel Louise Mandrell nooit de omvang van de fanbase heeft uitgebreid of de wereldwijde erkenning heeft gekregen die haar oudere zus Barbara in de countrymuziek heeft opgedaan, wordt ze nog steeds beschouwd als een van de meer succesvolle vrouwelijke vocalisten van de countrymuziek van de jaren 1980. Omdat hun ouders een muzikale achtergrond hadden, begon Barbara te werken als zangeres en speelde ze steelgitaar en andere instrumenten en toerde ze met Patsy Cline in het begin van de jaren 1960. Louise leerde gitaar en bas spelen. Al snel richtten hun ouders de Mandrell Family Band op, die door de Verenigde Staten en Azië toerde.
Barbara's professionele erkenning in countrymuziek in het begin van de jaren 1970 met hits als Treat Him Right, Show Me en The Midnight Oil, gaf Louise kansen op succes. Ze begon op te treden in Barbara's band The DoRites, die toerde met Merle Haggard in de vroege jaren 1970. Haar eerste keer in de studio was op de opname Always Wanting You, een #1 hit voor Haggard in 1975. In 1978 tekende Louise bij Epic Records.
Mandrell bracht haar eerste single Put It On Me uit in 1978, die in de top 100 van de countrymuziek singleschart in de Verenigde Staten terechtkwam. In 1979 bracht ze de coverversie van Everlasting Love uit, die ook in de top 100 terecht kwam. Ze begon duetten te zingen met haar man R.C. Bannon, zoals I Thought You'd Never Ask, dat in de top 50 terechtkwam, en een cover van haar eerste grote #1-hit Reunited van Peaches & Herb, dat naar #13 ging. In 1980, na nog twee solo-inspanningen die niet hetzelfde succes kenden, voegde ze zich bij haar zusters Barbara en Irlene in de tv-variété-show Barbara Mandrell and the Mandrell Sisters. Deze show toonde niet alleen haar zang, maar ook haar multi-instrumentale en komische talenten. In 1981 tekende ze bij RCA Records. In 1982 had Mandrell twee top 40-hits, evenals de top 20-hit Some of My Best Friends Are Old Songs.
1983 bleek haar meest succesvolle jaar te zijn. Ze kwam in de top 15 met Runaway Heart en had de twee top 10-hits Save Me (oorspronkelijk opgenomen door de Noord-Ierse zangeres Clodagh Rodgers) en Too Hot to Sleep. In 1984 had Mandrell de twee andere Top 40-hits Goodbye Heartache en I'm Not Through Loving You Yet en in 1985 kwam het nummer I Wanna Say Yes in de top 5.
In 1985 bracht RCA haar eerste video uit voor de hitsingle Some Girls Have All The Luck. Haar liedjes concentreerden zich op dit moment op het populaire countrypolitische geluid, dat uit Nashville kwam van veel countryartiesten, waaronder Barbara Mandrell.
Mandrells laatste studioalbum Dreamin'  werd uitgebracht in 1987 met de single I Wanna Hear It from Your Lips en met haar laatste top 40-hit met de single Do I Have To Say Goodbye. Haar laatste single kwam uit in 1988, een cover van het nummer As Long As We Got Each Other, een duet met Eric Carmen.
RCA liet Mandrell in 1988 vallen. In de jaren 1990 bracht ze de video's en liedjes Jean Paul en Down Home Christmas uit.

## Theater en schrijven
Nadat ze RCA Records had verlaten, bleef Mandrell bijna elke dag optreden in volle zalen. In 1991 zond TNN ''Barbara Mandrell and the Mandrell Sisters'' opnieuw uit.
Van 1992 tot 1994 opende ze samen met Kenny Rogers in het Grand Palace Theatre met 4000 zitplaatsen in Branson (Missouri). Af en toe deelde ze het podium met Barbara, Sawyer Brown, Roger Miller, Waylon Jennings en verschillende andere bekende country- en popmuziekartiesten in The Grand Palace.
Op 12 september 1997 opende Mandrell haar eigen theater met 1.400 zitplaatsen, The Louise Mandrell Theatre in Pigeon Forge, Tennessee, in het hart van de Smoky Mountains in Tennessee, naast andere theaters zoals die van Lee Greenwood. Mandrell verscheen daar in elk optreden en speelde talloze muziekstijlen, waaronder country, jazz en bigband. Het werd beschouwd als de meest bezochte (niet-diner) show in de Smoky Mountains. The Triumphant Quartet, voorheen bekend als het Integrity Quartet, waren de interne Southern gospel-groep en back-up zangers voor Louise. Het Louise Mandrell Theatre had zijn laatste optreden in een uitverkocht huis op 31 december 2005. Mandrell verkocht het theater daarna en het is sindsdien twee keer van eigenaar veranderd. Het theater is nu de thuisbasis van de "Smoky Mountain Opry."
In 1983 schreef Mandrell samen met schrijver Ace Collins The Mandrell Family Album. Later maakten ze een serie kinderboeken.
In 2012 speelde ze tot en met 16 september 2012 de titelrol van Calamity Jane in Roger Rocka's Dinner Theatre in Fresno, Californië. Mandrell herhaalde haar rol van juli tot 15 september 2019.

## Latere carrière
Mandrell blijft optreden bij geselecteerde speciale gelegenheden en zakelijke evenementen. In december 2007 trad ze op in Washington D.C. met de band van de National Army.
Tijdens de kerst- en nieuwjaarsperiode 2008-2009 trad Mandrell een maand op in het Opryland Hotel in Nashville. De multi-instrumentale dinershow kreeg de titel Joy to the World. Mandrell kondigde ook haar voornemen aan om in 2010 de nieuwe show The Gift te creëren.
In 2009 tekende ze bij Strouadavarious Records en kondigde haar voornemen aan om een album met countryklassiekers en een album met kerstthema's uit te brengen.
In 2011 en 2012 voegde Mandrell zich bij Lee Greenwood op geselecteerde tourneedata, waaronder een zes weken durende Branson-run in het Welk Resort Theatre van 12 september tot 22 oktober.
Mandrells laatste kerstshow Louise Mandrells Christmas Dinner Party in Gaylord Opryland vond plaats van 18 november tot 25 december 2011.
Na 30 jaar bracht ze op 4 oktober 2019 Playing Favorites uit, haar 11e studioalbum van countrystandards.
Mandrell verscheen op de country classic show van Opry in Nashville. De laatste keer dat ze op dat podium optrad, was 50 jaar geleden. De show werd live uitgezonden in het radioprogramma Opry Country Classics in het Ryman Auditorium, 3 oktober 2019. Ze trad op 30 november 2019 live op in de Grand Ole Opry vanuit de Ryman.

## Privéleven
Haar huwelijk met Ronald Shaw op 1 juli 1971 eindigde in een scheiding in 1973. Ze trouwde vervolgens op 23 juli 1975 met Gary Lamar Buck van de countrymuziekgroep The Four Guys. Ze scheidden later in 1978.
In 1978 ontmoette Mandrell R.C. Bannon. Ze trouwden op 26 februari 1979. Later zou hij samen liedjes schrijven voor Barbara. One of a Kind, Pair of Fools is een single uit 1983, geschreven door Bannon en John Bettis en opgenomen door Barbara Mandrell. Only One Love in My Life, geschreven door R.C. Bannon en John Bettis zouden de tiende #1 van Ronnie Milsap zijn.
Louise en R.C. adopteerde Nicole Mandrell Shipley in 1986. Louise was gescheiden van R.C. in 1991 en trouwde op 16 juli 1993 met John Haywood.
Louise werd in 2013 voor het eerst grootmoeder.

## Discografie

### Studioalbums
| Titel                          | Details                                                                         | Hoogste positie |
| Titel                          | Details                                                                         | US Country      |
| ------------------------------ | ------------------------------------------------------------------------------- | --------------- |
| Close Up                       | - Publicatiedatum: februari 1983 - Label: RCA Records - Formats: lp/cassette    | 30              |
| Too Hot to Sleep               | - Publicatiedatum: augustus 1983 - Label: RCA Records - Formats: lp/cassette/cd | 26              |
| I'm Not Through Loving You Yet | - Publicatiedatum: mei 1984 - Label: RCA Records - Formats: lp/cassette         | 54              |
| Maybe My Baby                  | - Publicatiedatum: mei 1985 - Label: RCA Records - Formats: lp/cassette/cd      | 60              |
| Dreamin'                       | - Publicatiedatum: 1987 - Label: RCA Records - Formats: lp/cassette             | —               |
| Winter Wonderland              | - Publicatiedatum: 1997 - Label: Mandrell, inc. - Formats: cd/cassette          | —               |
| Personal                       | - Publicatiedatum: 1998 - Label: Mandrell, Inc. - Formats: cd/cassette          | —               |
| Playing Favorites              | - Publicatiedatum: 4 oktober 2019 - Label: Time–Life - Formats: cd/download     | —               |

### Albums with R. C. Bannon
| Titel                                                         | Details                                                                      | Hoogste positie |
| Titel                                                         | Details                                                                      | US Country      |
| ------------------------------------------------------------- | ---------------------------------------------------------------------------- | --------------- |
| Inseparable                                                   | - Publicatiedatum: 1979 - Label: Epic Records - Formats: lp/cassette         | —               |
| Love Won't Let Us Let Go                                      | - Publicatiedatum: oktober 1980 - Label: Epic Records - Formats: lp/cassette | —               |
| Me and My R. C.                                               | - Publicatiedatum: - Label: RCA Records - Formats: lp/cassette               | 20              |
| You're My Super Woman, You're My Incredible Man               | - Publicatiedatum: - Label: RCA Records - Formats: lp/cassette               | 44              |
| "—" geeft publicaties aan die zich niet in de chart plaatsten |                                                                              |                 |

### Compilaties
| Titel                                                         | Details                                                                                |
| ------------------------------------------------------------- | -------------------------------------------------------------------------------------- |
| Louise Mandrell                                               | - Publicatiedatum: juli 1981 - Label: Epic Records - Formats: lp/cassette              |
| The Best of Louise Mandrell & R. C. Bannon (met R. C. Bannon) | - Publicatiedatum: november 1983 - Label: RCA Records - Formats: lp/cassette           |
| The Best of Louise Mandrell                                   | - Publicatiedatum: 1987 - Label: RCA Records - Formats: lp/cassette                    |
| Anthology                                                     | - Publicatiedatum: 13 oktober 1998 - Label: Renaissance Records - Formats: cd/cassette |
| Sisters in Song (met Barbara Mandrell)                        | - Publicatiedatum: 2001 - Label: Sony Special Products - Formats: cd/cassette          |

### Singles
| Jaar                                                          | Single                                         | Hoogste chartpositie | Hoogste chartpositie | Album                                           |
| Jaar                                                          | Single                                         | US Country           | CAN Country          | Album                                           |
| ------------------------------------------------------------- | ---------------------------------------------- | -------------------- | -------------------- | ----------------------------------------------- |
| 1975                                                          | Armadillo                                      | —                    | —                    |                                                 |
| 1978                                                          | Put It on Me                                   | 77                   | —                    | Louise Mandrell                                 |
| 1979                                                          | Everlasting Love                               | 69                   | —                    | Louise Mandrell                                 |
| 1979                                                          | I Never Loved Anyone Like I Loved You          | 72                   | —                    | Louise Mandrell                                 |
| 1980                                                          | Wake Me Up                                     | 63                   | —                    | Louise Mandrell                                 |
| 1980                                                          | Beggin' for Mercy                              | 82                   | —                    | Louise Mandrell                                 |
| 1980                                                          | Love Insurance                                 | 61                   | —                    | Louise Mandrell                                 |
| 1982                                                          | (You Sure Know Your Way) Around My Heart       | 35                   | 40                   | Me and My R. C.                                 |
| 1982                                                          | Some of My Best Friends Are Old Songs          | 20                   | 39                   | You're My Super Woman, You're My Incredible Man |
| 1982                                                          | Romance                                        | 22                   | 35                   | You're My Super Woman, You're My Incredible Man |
| 1983                                                          | Save Me                                        | 6                    | 2                    | Close Up                                        |
| 1983                                                          | Too Hot to Sleep                               | 10                   | 26                   | Too Hot to Sleep                                |
| 1983                                                          | Runaway Heart                                  | 13                   | 10                   | Too Hot to Sleep                                |
| 1984                                                          | I'm Not Through Loving You Yet                 | 7                    | 8                    | I'm Not Through Loving You Yet                  |
| 1984                                                          | Goodbye Heartache                              | 24                   | 29                   | I'm Not Through Loving You Yet                  |
| 1984                                                          | This Bed's Not Big Enough                      | 52                   | —                    | I'm Not Through Loving You Yet                  |
| 1985                                                          | Maybe My Baby                                  | 8                    | 23                   | Maybe My Baby                                   |
| 1985                                                          | I Wanna Say Yes                                | 5                    | 3                    | Maybe My Baby                                   |
| 1985                                                          | Some Girls Have All the Luck                   | 22                   | 37                   | Maybe My Baby                                   |
| 1986                                                          | I Wanna Hear It from Your Lips                 | 35                   | 41                   | Dreamin'                                        |
| 1987                                                          | Do I Have to Say Goodbye                       | 28                   | 57                   | Dreamin'                                        |
| 1987                                                          | Tender Tim                                     | 74                   | —                    | Dreamin'                                        |
| 1988                                                          | As Long As We Got Each Other (met Eric Carmen) | 51                   | —                    | The Best of Louise Mandrell                     |
| 1991                                                          | Jean Paul                                      | —                    | —                    |                                                 |
| "—" geeft publicaties aan die zich niet in de chart plaatsten |                                                |                      |                      |                                                 |

### Singles met R. C. Bannon
| Jaar                                                          | Single                                    | Hoogste chartpositie | Hoogste chartpositie | Album               |
| Jaar                                                          | Single                                    | US Country           | CAN Country          | Album               |
| ------------------------------------------------------------- | ----------------------------------------- | -------------------- | -------------------- | ------------------- |
| 1979                                                          | I Thought You'd Never Ask                 | 46                   | —                    | Inseparable         |
| 1979                                                          | Reunited                                  | 13                   | —                    | Inseparable         |
| 1979                                                          | We Love Each Other                        | 48                   | —                    | Inseparable         |
| 1981                                                          | Where There's Smoke There's Fire          | 35                   | 45                   | Me and My R. C.     |
| 1982                                                          | Our Wedding Band/Just Married             | 56                   | 45                   | Me and My R. C.     |
| 1983                                                          | Christmas Is Just a Song for Us This Year | 35                   | —                    | A Country Christmas |
| "—" geeft publicaties aan die zich niet in de chart plaatsten |                                           |                      |                      |                     |

### Muziekvideo's
| Jaar | Single                       | Regisseur            |
| ---- | ---------------------------- | -------------------- |
| 1985 | Some Girls Have All the Luck | Michael Lindsay Hogg |

## Televisie optredens
- The Mike Douglas Show
- Branson Country Christmas
- Bright Lights and Country Nights
- Pop! Goes the Country 1977-78-79*
- Battle of the Network Stars X 1981
- Barbara Mandrell and the Mandrell Sisters 1980–1982
- Hollywood Squares
- Austin City Limits 1985
- Hee Haw 1980-82-87-89-90-91*
- The Tonight Show 1983–87
- Crook & Chase  meest recent 2009*
- Children's Miracle Network
- Lifestyles of the rich and famous
- Another World 1983
- Crazy Like a Fox 1986
- Vicki Lawrence Show
- Miller and Company (Dan Miller)
- Prime Time Country *
- American Almanac with Willard Scott 1995
- Nashville Now *
- Louise Mandrell: Diamonds, Gold and Platinum (TV special 1983)
- Barbara Mandrell Christmas 1986
- New Country 1987
- Country Music Spot Light 1994
- Music City News Awards guest and host
- Mike Hammer 1987
- Nashville on the road
- ACM Awards *
- CMA Awards *
- Lee Ann Womack Christmas Special 2003
- The New Hollywood Squares 1987
- This Is Your Life 1987
- Superstars and Their Moms
- American Revolutions: Country Comedy 2005
- Intimate Portrait 1999
- Family Feud
- Grand Ole Opry
- The Tommy Hunter Show Canada
- The Geraldo Rivera Show
- The Oprah Winfrey Show *
- Merry Christmas From the Grand Ole Opry
- Branson Country Christmas
- Jerry Reed and Friends 1983
- Louise Mandrell & Friends Salute the Boy Scouts
- Hee Haw 20th Anniversary Show
- Funny Business With Charlie Chase (11/06/91)
- Christmas in Hollywood
- CBS' Happy New Year America 1984 & 1985
- Solid Gold 1985
- Barbara Mandrell: Country's Do-Right Woman (TV special)
- National Easter Seal Telethon 1990
- Ralph Emery 2009
- Mike Huckabee show 2019
- Mr Nashville (Larry Ferguson) Web 2020
- * = meermaals te gast

- International Standard Name Identifier: 0000 0000 2650 4910
- Library of Congress Control Number: n83046927
- MusicBrainz: 49697484-415e-4dde-93e4-9ecea9eaed0a
- Virtual International Authority File: 25975375
- WorldCat: E39PBJcgwj3Ccxy7vBF7yBxMT3